# Astronavt
Astronávt (starogrško astron - zvezda + nauta - mornar) je udeleženec odprave v vesoljski prostor. Prvi človek v vesoljskem prostoru na tirnici okrog Zemlje je bil ruski vojaški pilot, tedaj major, Jurij Aleksejevič Gagarin leta 1961. Za astronavta obstajajo še enakovredni nazivi: ruskega izvora kozmonávt, francoskega izvora spationávt in novejši naziv kitajskega izvora tajkonávt. 
Med najbolj znane astronavte sodijo še: Alan Bartlett Shepard mlajši, Neil Armstrong, John Glenn, Eileen Colins, Shannon Lucid, Michael Melvil, German Stepanovič Titov, Valentina Tereškova, Vladimir Mihajlovič Komarov, Svetlana Jevgenjevna Savicka, Valerij Poljakov, Sally Kristen Ride in Yang Liwei.

## Poimenovanje
Vesoljski popotnik, ki ga zaposluje Ruska vesoljska agencija (oz. predhodni Sovjetski vesoljski program), se imenuje kozmonavt (rusko космонавт), katerega izvor se najde v starogrških besedah kozmos (vesolje) in nautes (mornar). 
V ZDA in večinoma v Zahodni Evropi je vesoljski popotnik imenovan astronavt, ki tudi izhaja iz stare grščine ástron (zvezda) in nautes (mornar). Po navadi sta kozmonavt in astronavt sinonima v vseh jezikih in izbira uporabe je po navadi politično motivirana. Toda, v ZDA, je sam naziv astronavt dodeljen že osebi ob pričetku urjenja, medtem ko v Rusiji dobi naziv šele potem, ko uspešno opravi vesoljski polet. Prva znana uporaba beseda astronavt je zabeležena leta 1930 v kratkem delu The Death's Head Meteor avtorja Neila R. Jonesa. 14. marca 1995 je astronavt Norman Thagard postal prvi Američan, ki je bil v ruskem raketoplanu in tako postal prvi ameriški kozmonavt. 
Evropski (izven Združenega kraljestva) vesoljski popotniki so včasih, še posebej pa v frankofonskih državah, poimenovani spationavti. Beseda ima starogrško-latinski izvor in sicer spatium (latinsko vesolje) in nautes (starogrško mornar). Do sedaj Evropa ni sama poslala nobene vesoljske odprave, ampak v sodelovanju z Rusijo in ZDA.
Tajkonavt je občasen angleški izraz za astronavta s Kitajske. Sam izraz se je pojavil maja 1998, ko ga je Chiew Lee Yih (赵里昱) iz Malezije uporabil na internetu. Skoraj istočasno je Chen Lan sestavil ta izraz za potrebe zahodnih medijev in sicer tàikōng (太空), dobesedno veliko brezprostorje (kitajski izraz za vesolje). V sami Kitajski pa že dalj časa uporabljajo naziv yǔháng yuán (宇航员, »vesoljski navigator«). Najbližji izraz za taikong je kolokvializem tàikōng rén (太空人, »vesoljski človek«), ki se nanaša na ljudi, ki so bili v vesolju. Uradni angleški izraz, ki ga uporablja Kitajska v uradnih dokumentih, pa je astronavt (航天员; hángtiān yuán).
V slovenščini je generični izraz za osebo, ki je usposobljena za vesoljski polet, vesóljec.